# Anomis hostia
Anomis hostia là một loài bướm đêm trong họ Erebidae.